# Factores quimiotácticos de los eosinófilos

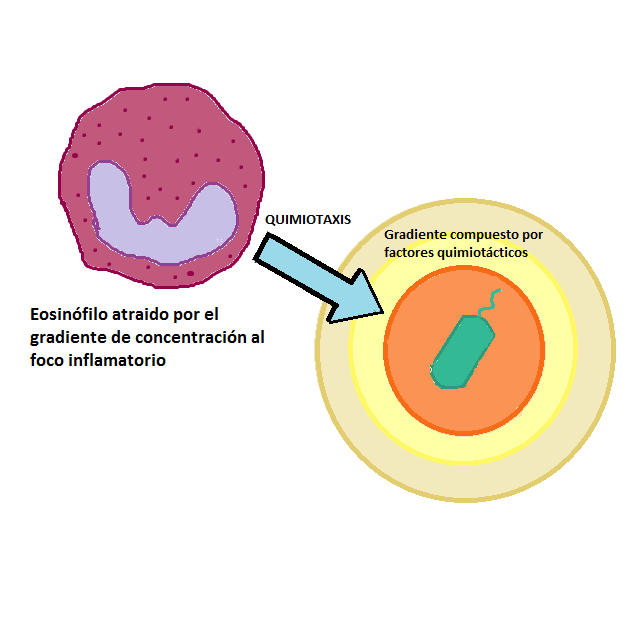
Los factores quimiotácticos de los eosinófilos se distribuyen en un gradiente de concentraciones alrededor del foco de inflamación.

Los factores quimiotácticos de los eosinófilos se definen como un conjunto de factores de diferente peso molecular con la capacidad de atraer los eosinófilos al foco inflamatorio, los cuales liberan mediadores en las reacciones de hipersensibilidad inmediata y en la respuesta a parásitos.

## Historia
En 1878 Paul Ehrlich descubre los eósinofilos por primera vez y percibe un aumento de esosinófilos en la sangre y los tejidos en una gran variedad de enfermedades como los tumores malignos, el asma, la parasitosis y la dermatosis vesicular entre otras, así como en reacciones postinfecciosas. Más adelante, en 1884, Wilhelm Pfeifer describe por primera vez la quimiotaxis como un proceso de migración celular direccional en respuesta a un estímulo químico. En las siguientes décadas se intenta explicar el aumento de los eosinófilos en estas enfermedades y para ello se inyectan una gran variedad de agentes en animales, como por ejemplo algunas proteínas, carbohidratos y polímeros sintéticos. Y en el año 1962 se utilizan métodos in vitro para resolver la cuestión de si los agentes utilizados eran quimiotácticos por sí mismos o bien inducían la producción de otros factores quimiotácticos. Finalmente, se demuestra que la gran mayoría de agentes eran quimiotaxogénicos, es decir, inducían la producción de otros factores quimiotácticos.

## Características
Existen tres fuentes principales de donde provienen los factores quimiotácticos de los eosinófilos: la sangre, el tejido residente y otras células como por ejemplo los mastocitos y los basófilos, siendo estas dos últimas las más implicadas en las reacciones alérgicas.
Los factores quimiotácticos de los eosinófilos suelen ser de bajo peso molecular y están formados por lípidos, proteínas y péptidos. En cambio, existe una gran controversia respecto a su potencia y especificidad, ya que se cree que varían en función de los eosinófilos individuales de cada paciente. Por ello, se ha visto que los eosinófilos hipodensos tienen una respuesta inferior a la de los eosinófilos normodensos.
También se debe tener en cuenta que los factores quimiotácticos de los eosinófilos realizan otras funciones biológicas aparte de la de inducir la migración de diversos tipos celulares, como son la quimiocinesis, la desgranulación o secreción selectiva, la adhesión celular endotelial y la citotoxicidad entre otras.

## Tipos de factores quimiotácticos de los eosinófilos
| Factor                                                                    | Naturaleza química | Células con las que interacciona                           |
| ------------------------------------------------------------------------- | ------------------ | ---------------------------------------------------------- |
| C5a, C5a-desarg                                                           | Péptido            | Neutrófilos, eosinófilos, monocitos, macrófagos, basófilos |
| 5- y 12-HETE                                                              | Eicosanoide        | Neutrófilos, eosinófilos                                   |
| LTB4, 20-OH-LTB                                                           | Eicosanoide        | Neutrófilos, eosinófilos                                   |
| PAF                                                                       | Éter fosfolípido   | Neutrófilos, eosinófilos, monocitos                        |
| RANTES (CCL5), eotaxin (CCL11), MCP-4 (CCL13), MCP-3 (CCL7), MIP-α (CCL3) | Péptido            | Eosinófilos                                                |
| Interleucina-5                                                            | Péptido            | Eosinófilos                                                |
| HILDA                                                                     | Péptido            | Eosinófilos                                                |

Factor PAF

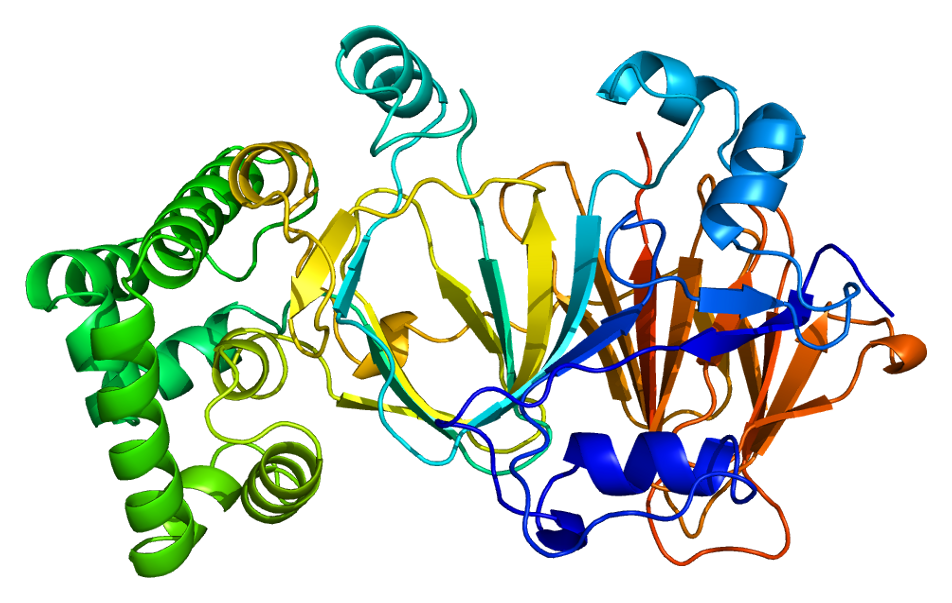
Factor RANTES (CCL5)

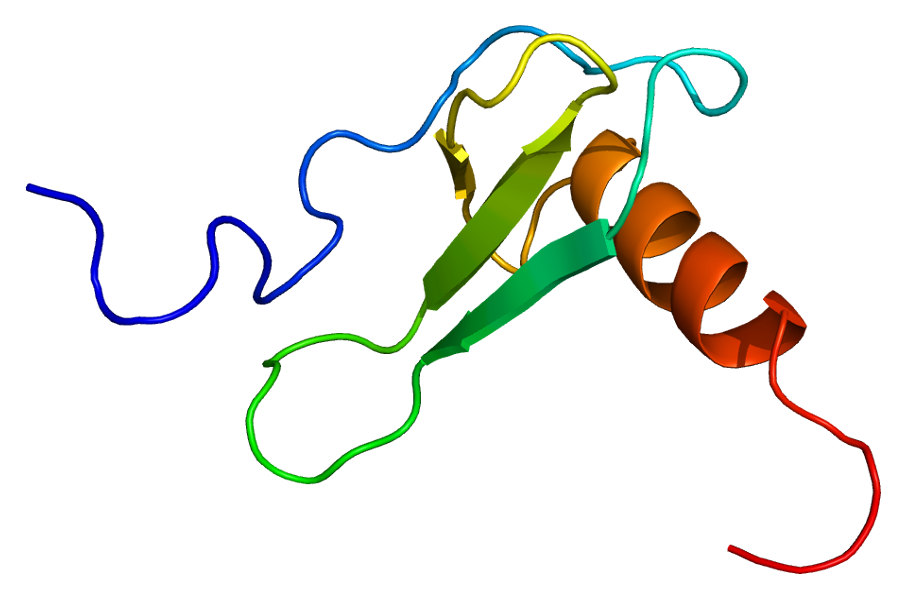
Factor eotaxin (CCL11)

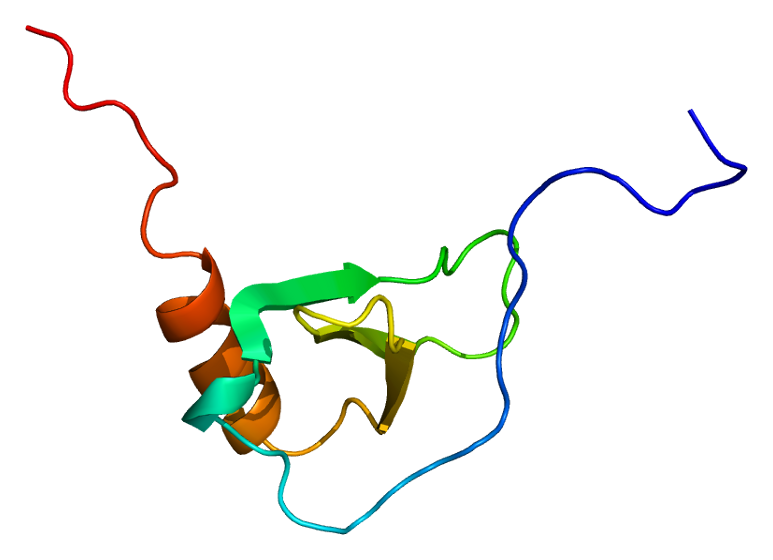
MCP-3 (CCL7)

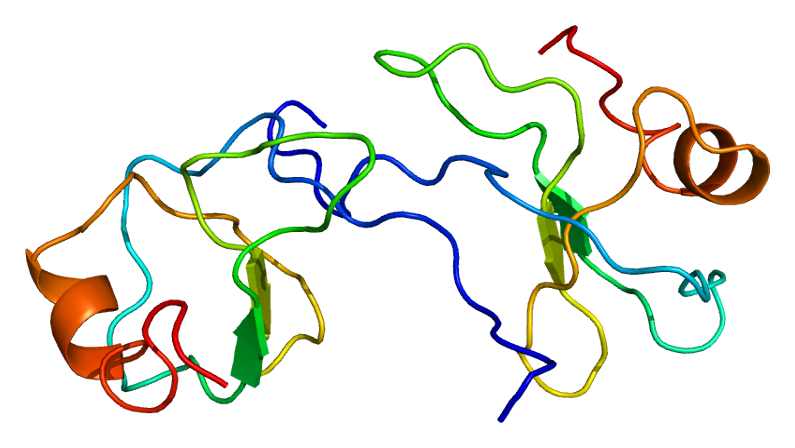
Factor MIP-α (CCL3)

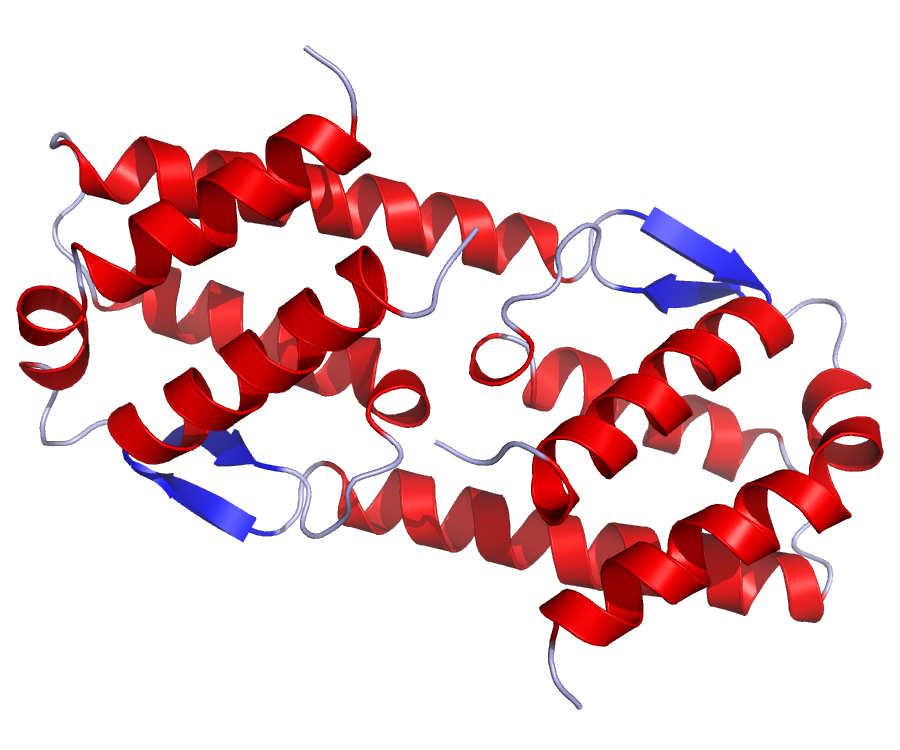
Factor interleucina-5

Hasta el año 1990 se creyó que los mediadores C5a, LTB4 y PAF eran los factores quimiotácticos más importantes de los eosinófilos:
El C5a es un fragmento del complemento y en su día fue visto como uno de los principales factores quimiotácticos de los eosinófilos. 
El LTB4 es producido por los leucocitos y tiene propiedades eosinofilotácticas.
El PAF fue considerado uno de los agentes eosinotácticos más potentes, aunque necesitaba una concentración de 10 a 100 veces mayor que el C5a o el LTB4.

A partir de 1990 se vio que los factores anteriormente citados tenían una actividad quimiotáctica potente, pero no mostraban ninguna especificidad relevante para los eosinófilos.
Fue entonces cuando se identificó una familia de péptidos quimiotácticos, también conocidos como las quimiocinas, que controlaban la migración de los leucocitos. Estos péptidos fueron clasificados en dos grupos diferentes dependiendo de la posición de los dos primeros residuos de cisteína, C-X-C o C-C. Pero solo el segundo grupo (C-C) resultó importante en el estudio de la actividad quimiotáctica de los eosinófilos. Los factores quimiotácticos de los eosinófilos incluidos en este grupo son RANTES (CCL5), eotaxin (CCL11), MCP-4 (CCL13), MCP-3 (CCL7), MIP-α (CCL3).

Otros factores quimiotácticos potentes que inducen la migración de eosinófilos son dos tipos de interleucinas: la interleucina-5 y la HILDA.
La interleucina 5 es el único producto limfocítico con propiedades eosinofilotácticas que ha sido definido químicamente. Induce la eosinofilia, siendo esta una rápida liberación de eosinófilos desarrollados desde la médula ósea hacia la circulación. Asimismo, puede ser descrita como un factor eosinopoiético potente, puesto que interviene en la formación y diferenciación de eosinófilos.
La HILDA es una interleucina humana descubierta recientemente y eosinofilotácticamente potente.

## Regulación de factores quimiotácticos de los eosinófilos
Existen factores reguladores capaces de inactivar los factores quimiotácticos de los eosinófilos, impidiendo su interacción con la célula y su receptor. Varios de estos factores reguladores se obtuvieron a partir de diferentes tipos de células, como neutrófilos, linfocitos y macrófagos. Ejemplos de estos factores que realizan una función inhibidora sobre los factores quimiotáticos de los eosinófilos son la histamina, los enzimas de los leucocitos, la IgA, la α-macroglobulina y la β-globulina entre otros. Además se ha descubierto que diversos medicamentos terapéuticos también pueden desempeñar una actividad reductora de los niveles de eosinófilos en sangre y tejidos, como es el caso de los corticosteroides.